# مادالينا زامفيرسكو
مادالينا زامفيرسكو (بالرومانية: Mădălina Zamfirescu)‏ مواليد 31 أكتوبر 1994 في رمينكو فيلتشا، هي لاعبة كرة يد رومانية تلعب كوسط مدافع. مثلت منتخب رومانيا لكرة اليد للسيدات.

## سجل المنافسة
شاركت في البطولات التالية:
- بطولة أوروبا لكرة اليد للسيدات 2016

## روابط خارجية
- مادالينا زامفيرسكو على موقع الاتحاد الأوروبي لكرة اليد (الإنجليزية)